# Will Furrer
William Mason Furrer (Danville, 5 febbraio 1968) è un ex giocatore di football americano statunitense che ha giocato nel ruolo di quarterback nella National Football League (NFL). Al college giocò a football al Virginia Polytechnic Institute and State University

## Carriera
Furrer fu scelto nel corso del quarto giro (107º assoluto) del Draft NFL 1992 dai Chicago Bears, con cui nella sua prima stagione disputò 2 partite, di cui una come titolare. Dopo avere fatto parto dei roster di Phoenix Cardinals e Denver Broncos nelle due annate successive senza mai scendere in campo, nel 1995 giocò sette partite con gli Houston Oilers, di cui una come partente. Passò la stagione 1997 con i St. Louis Rams e quella del 1998 ai Jacksonville Jaguars, senza più mettere piede sul rettangolo di gioco.

## Statistiche
| Yard passate  | 572  |
| Touchdown     | 5    |
| Intercetti    | 10   |
| Passer rating | 31,4 |